# Hemsedal
Den här artikeln handlar om tätorten Hemsedal. För information om Hemsedal som vintersportort, se Hemsedal skisenter.
 Hemsedal (eller Trøym) är en tätort i Hemsedals kommun i Buskerud fylke i Norge. Orten ligger vid riksväg 52 och utgör kommunens centralort såväl som största tätort.